# Prins for en Dag
|  | Denne artikel er oprettet af botten PalnaBot ud fra en ekstern database. Den kan derfor have sproglige fejl eller mangler. Denne skabelon kan fjernes efter kontrol af indholdet. |

Prins for en Dag er en film fra 1913 instrueret af Eduard Schnedler-Sørensen efter manuskript af Marius Wulff.